# Kvarnvikens kvarn

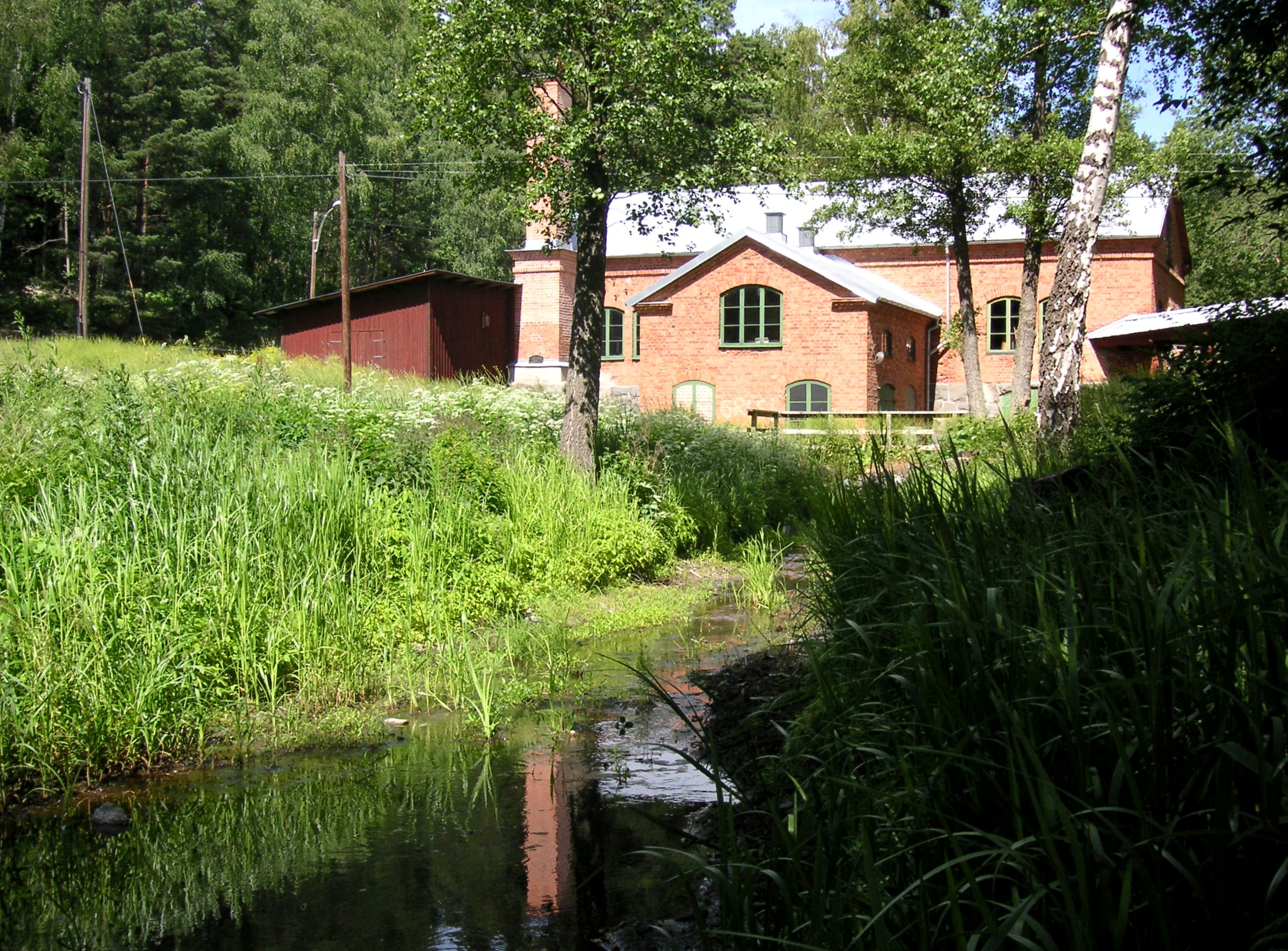
Kvarnvikens kvarn 2008

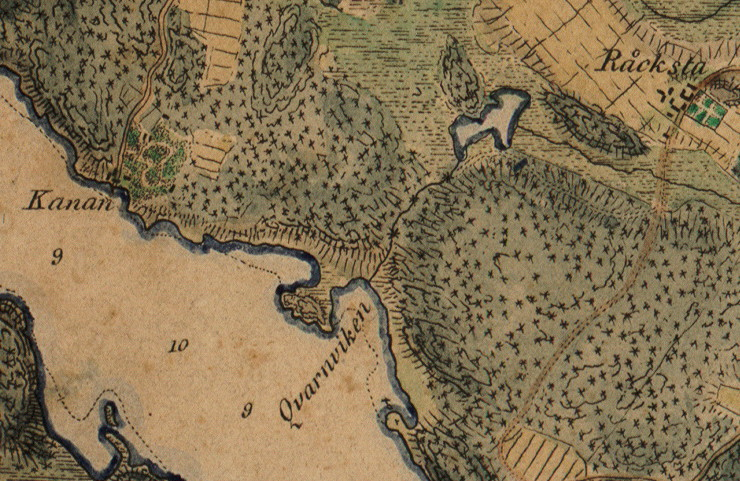
Kvarnviken 1817. Wilhelm Maximilian Carpelans karta.

Kvarnviken med Kvarnvikens kvarn och Kvarnvikens såg är ett museum som ligger vid Kanaans väg 53 vid Mälaren mellan Grimsta och Blackeberg i stadsdelen Grimsta i Bromma i Stockholm. Kvarnvikens kvarn är belägen några hundra meter från Mälarstranden i den södra delen av Grimsta mellan Kanaanbadet och Blackeberg. Anläggningen med kvarn och såg, som uppfördes 1882–1883 och var i drift fram till 1950-talet, drivs numera ideellt av Museet Kvarnvikens Kvarn & Såg som ett kulturminne och museum. Besökare inbjuds fyra till fem gång om året för att på plats uppleva en kvarn i arbete.
Kvarnen är placerad i en dalgång invid en bäck, som avvattnar Råcksta träsk. Första gången som det bibliska namnet Kanaan förekommer i detta område är på 1730-talet och namnet kommer från ett gammalt torp, som låg på platsen. Här byggdes i slutet av 1700-talet ett sommarnöje, som senare omvandlades till sjökrog. År 1881 revs den gamla sjökrogen och Knut Ljunglöf byggde där ett hus, som sedan 1952 är Kanaans Café. Vid Kvarnviken i Blackeberg byggde snusfabrikören, "snuskungen" Knut Ljunglöf, en kombinerad kvarn och såg. Anläggningen drevs ursprungligen med vatten från Råcksta träsk, som fungerade som kvarndamm. Vattendriften ersattes senare med en tändkulemotor och numera drivs den med dieselmotorn från en ombyggd traktor. 
Kvarnviken ingår i Grimsta naturreservat och kvarnen inklusive sju byggnader är sedan år 2000 ett skyddat byggnadsminne.

## Historik
I Kvarnvikens dalgång har det funnits vattenkvarnar sedan medeltiden. Som mest fanns det fyra små skvaltkvarnar, som ägdes av olika gårdar. På Wilhelm Maximilian Carpelans karta över Stockholms omgivningar från 1817 redovisas tre vattenkvarnar mellan Mälaren och Råcksta träsk.
Kvarnvikens kvarn och såg och de flesta byggnaderna som idag finns på Kanaans väg i Kvarnviken uppfördes 1882–1883 på initiativ av snusfabrikör Knut Ljunglöf och var i drift fram till 1950-talet. Han hade redan 1861 inköpt stora områden i Spånga och i Blackeberg. Knut Ljunglöf hade sin sommarbostad i sjövillan i närheten av Kvarnviken, knappt en kilometer därifrån. År 1861 köpte han gården, torpet Blackeberg, som lydde under Råcksta gård och hade anor från 1599, att använda som sommarnöje och redan samma år hade han låtit riva torpet. Han byggde då ett större hus på platsen, det var sjövillan, som idag ligger inom Ljunglöfska slottets område, jämte stall och ladugårdar, samt Kvarnvikens mjölkvarn och såg. Ekonomibyggnaderna och stallet som hörde till gården låg nordöst om sjövillan. Mjölkvarnen och sågen låg en knapp kilometer nordväst om sjövillan.
Då Knut Ljunglöf år 1872 köpte Råcksta gård ingick i köpet dalgången ner mot Kvarnviken. Han blev således även ägare av den mark där kvarnen ligger. Här fanns redan en gammal kvarn och den gamla hjulkvarnen som låg där lät Ljunglöf riva och istället bygga en ny ång- och vattenkvarn samt en såg. Ångkvarnen fick sin drivkraft från en ångmaskin och vattenkvarnen eller vattenmöllan var en kvarn som drevs av strömmande vatten i ett vattenflöde med hjälp av ett horisontellt eller vertikalt monterat vattenhjul. En vattenkvarn användes för malning av säd mellan kvarnstenar, med horisontellt placerat vattenhjul som med en axel sammanbinds direkt, utan växel, med en horisontellt liggande kvarnsten. Den nya kvarnen, som började byggas 1882, var till för att förse Stockholm med mjöl. Bönder från olika områden malde sin säd här. Bönderna kom från Akalla och  Lunda i Spånga landskommun, Spånga i Spånga socken och från Lovö och Färingsö. Det kom även bönder från Ljunglöfs egna gårdar såsom Råcksta gård, Vällingby och Beckomberga gård, alla i Spånga landskommun samt från Edeby gård och Tuna gård på Färingsö. Den nya kvarnen, som stod färdig 1883, var mycket modern för sin tid, den drevs med en vattenturbin och som reservkraft fanns en lokomobil (ångmaskin). Vattenturbinen är en turbin som utvinner energi ur vatten i rörelse. Senare ersattes lokomobilen först av en råoljemotor och sedan en elmotor. Senare, i början av 1900-talet, kallades vattenturbiner och vattenhjul med ett gemensamt ord för vattenmotorer. En lokomobil är en flyttbar ångmaskin eller tändkulemotor på hjul, från vilken man tog kraft från svänghjulet. Den nya kvarnen och sågen ligger vid en bäck där vattnet kommer från Råcksta träsk och rinner ut i Mälaren.
År 1878, inköpte Knut Ljunglöf även Lilla Ängby gård, en liten bondgård, som år 1720 hade avstyckats från Stora Ängby gård. Det stallet, som tillhörde torpstugan vid Lilla Ängby gård i Blackeberg, låg på platsen för nuvarande Ängby kyrka. Han införlivade gården med sina övriga marker i Bromma. På 1880-talet lät Knut Ljunglöf bygga Lilla Ängby gård i Blackeberg med mangårdsbyggnad på nuvarande Blackebergsvägen. I den stugan bodde Ljunglöfs trädgårdsmästare. Knut Ljunglöfs stora villa, Ljunglöfska slottet, med tillhörande park, lät han bygga åren 1890-1893, tio efter att Kvarnvikens kvarn hade uppförts. Ljunglöfska slottet och parken ligger på Blackebergsbacken intill Mälaren. Kvarnen vid Kvarnviken var mycket modern för sin tid, med bland annat ett renseri i tre steg. Kvarnens drivkraft var två vattenturbiner. Den nya kvarnen var avsedd för storskalig produktion av mjöl.

## Ett levande arbetslivsmuseum
Bredvid kvarnen finns en såg. Förutom kvarnen ingår i anläggningen en vattenränna, en magasinsbyggnad och en mjölnarbostad. Tillsammans utgör de en småskalig industrimiljö från slutet av 1800-talet. Anläggningen drivs med vatten som leds i en turbintub från Kvarndammen, som har förbindelse med Råcksta träsk. Som reservkraft fanns en lokomobil. Senare ersattes ångdriften med en tändkulemotor och numera, vid visningar, med en Bolinder-Munktell traktordiesel. Efter att Stockholm stad köpte kvarnen 1927 kom kvarnen bara att betjäna gårdarna i omgivningen och driften lades ner 1950.
År 1984 bildades Föreningen Museet Kvarnvikens Kvarn och Såg, som arbetar bland annat för kvarnens fortbestånd som ett levande arbetslivsmuseum. Föreningen anordnar kvarndagar några gånger om året, då kvarnen och sädesmagasinet öppnas för allmänheten. Till kvarnens byggnader hör idag, förutom själva kvarnen, ett stort plåtklätt sädesmagasin, mjölnarbostaden, sågen och en torklada.

## Bilder, exteriör

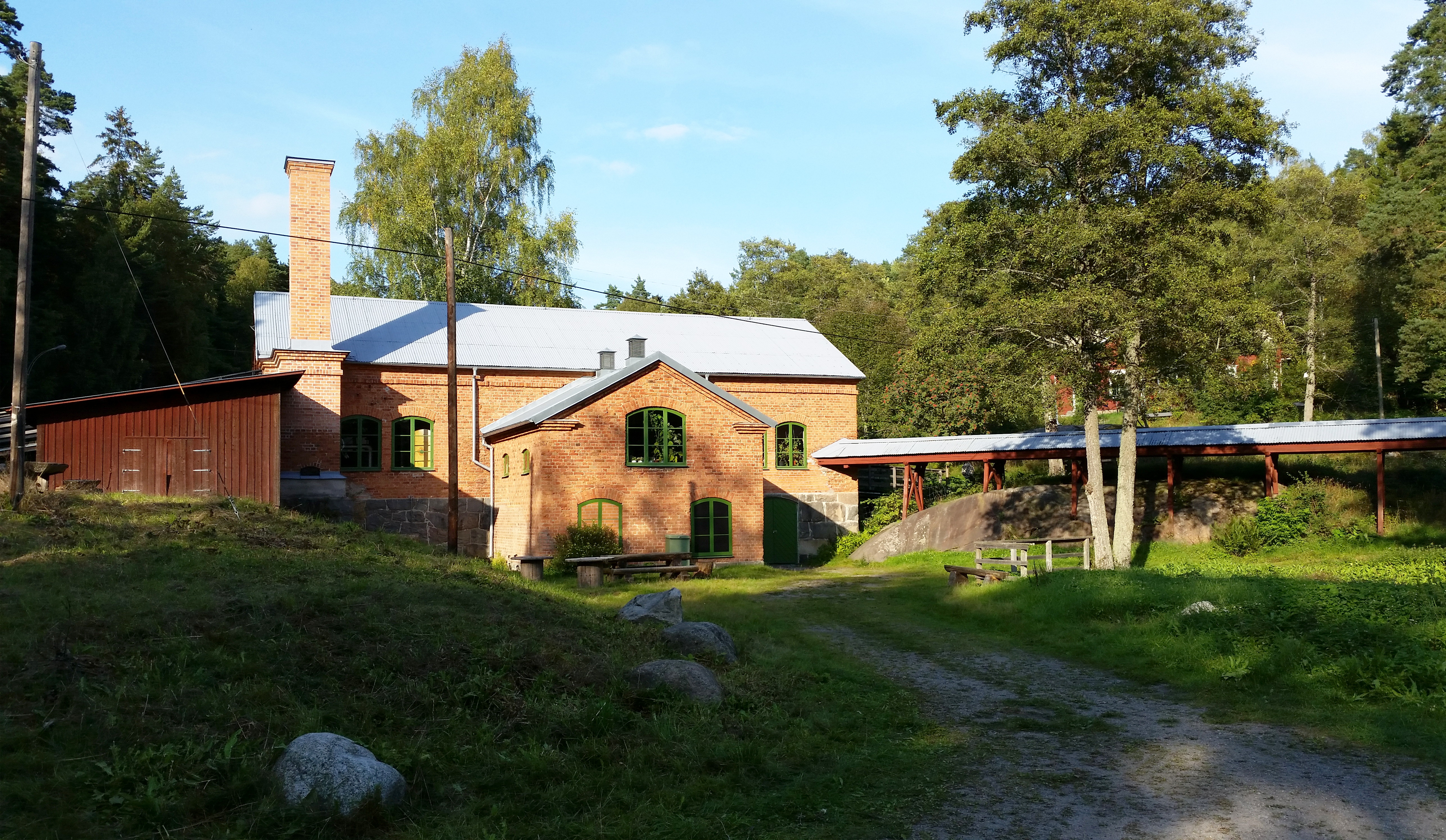
Mjölkvarnen
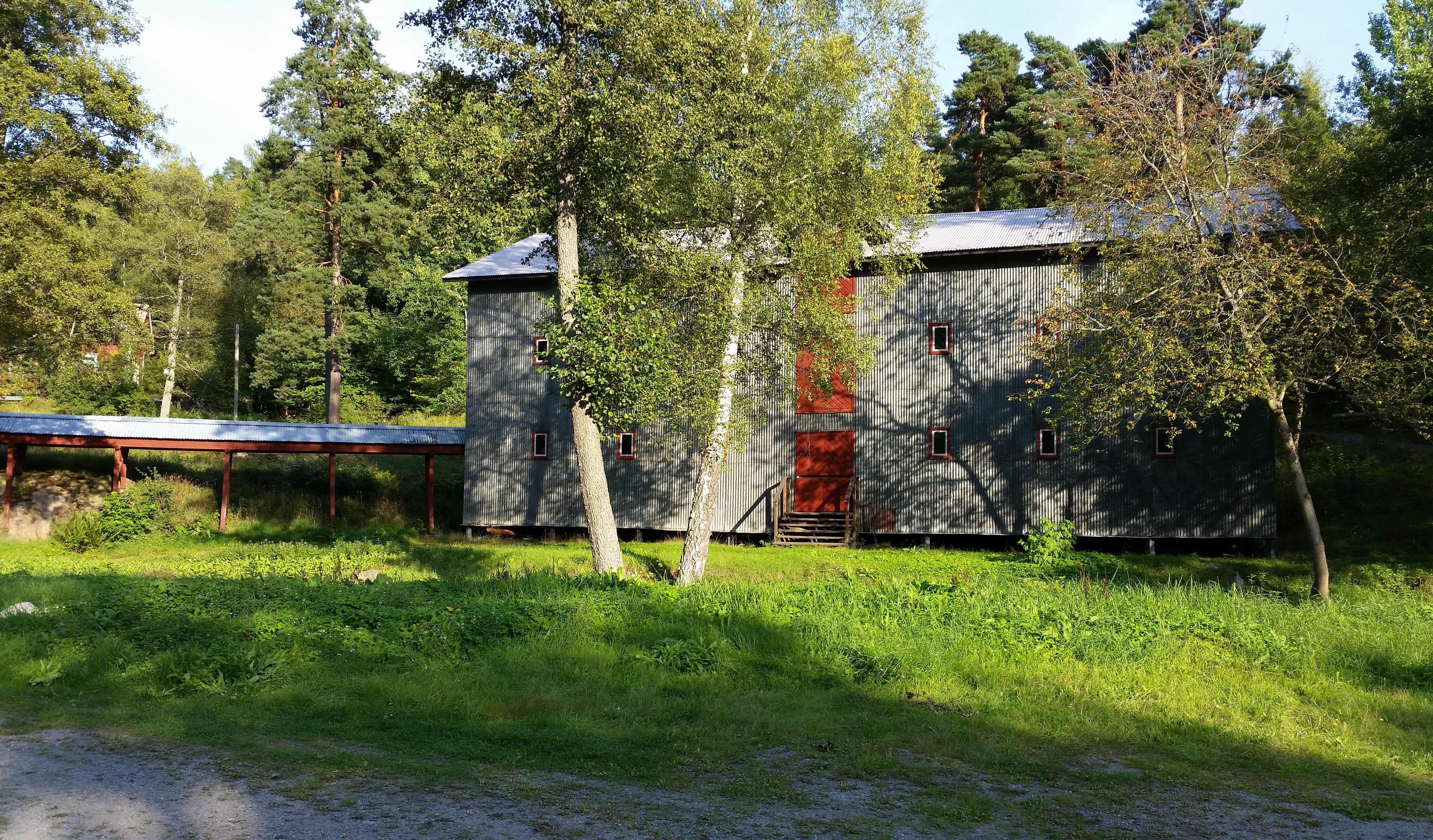
Sädesmagasinet
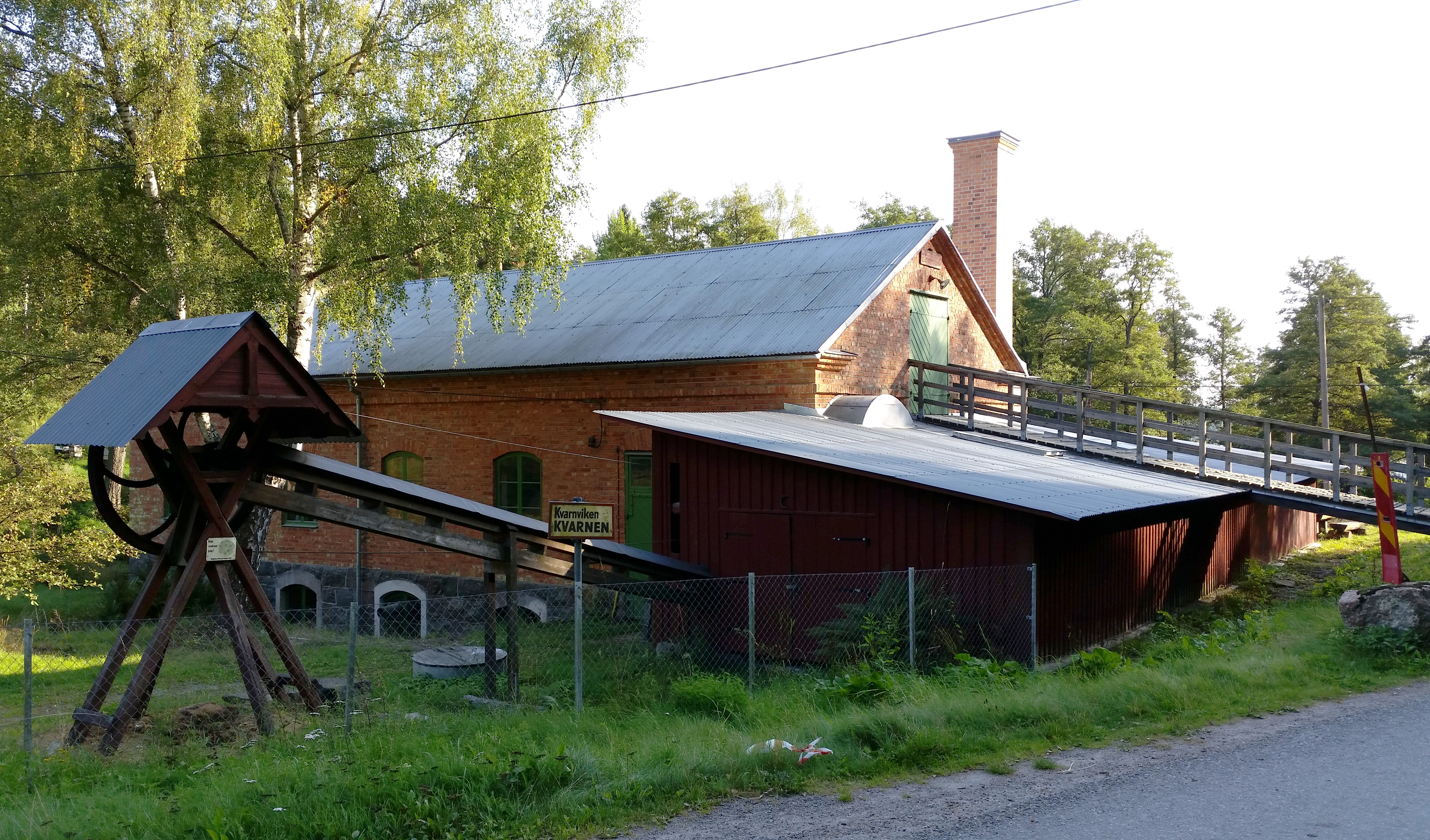
Sågen (i förgrunden)
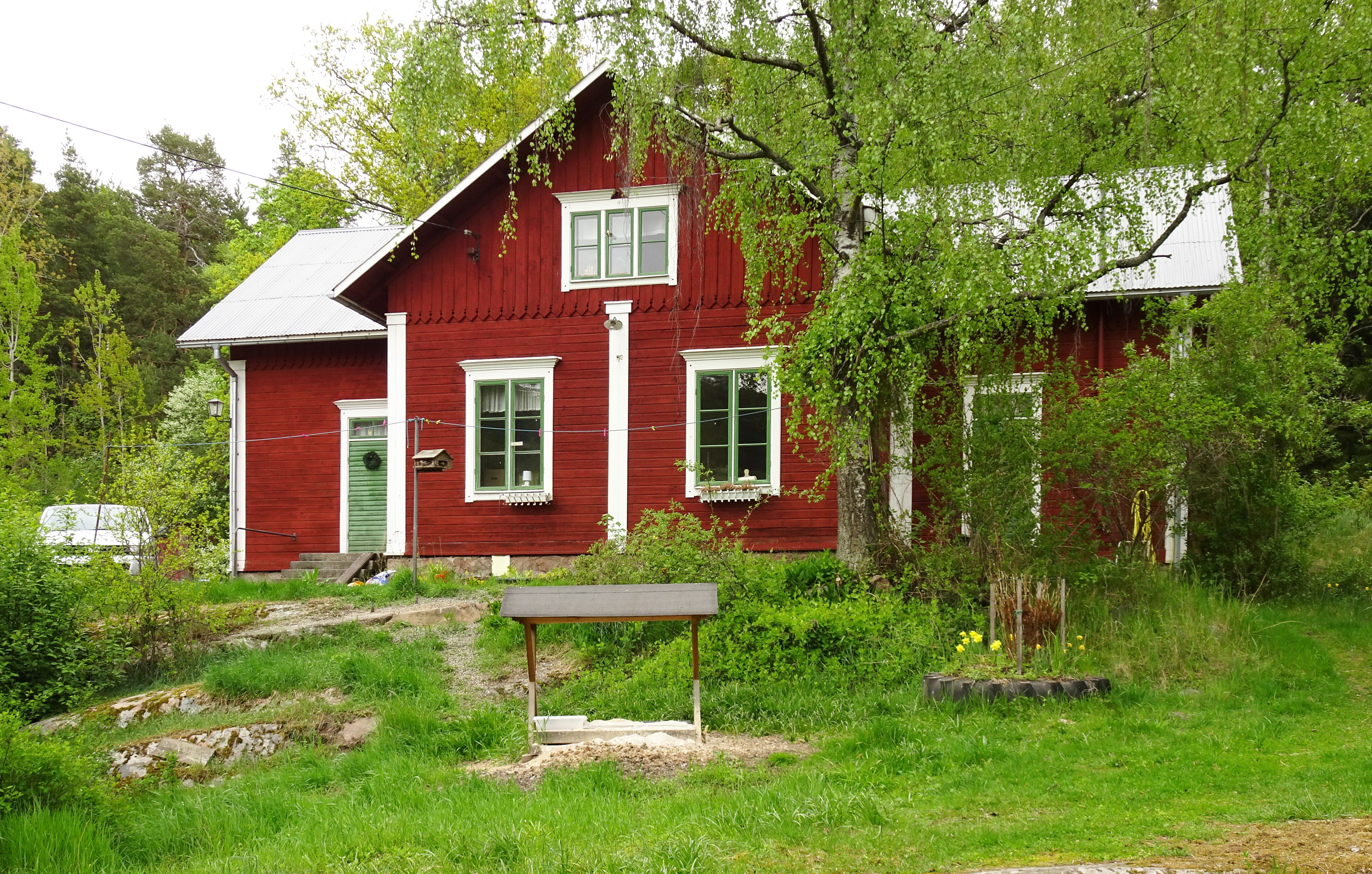
Mjölnarstugan

## Bilder, interiör

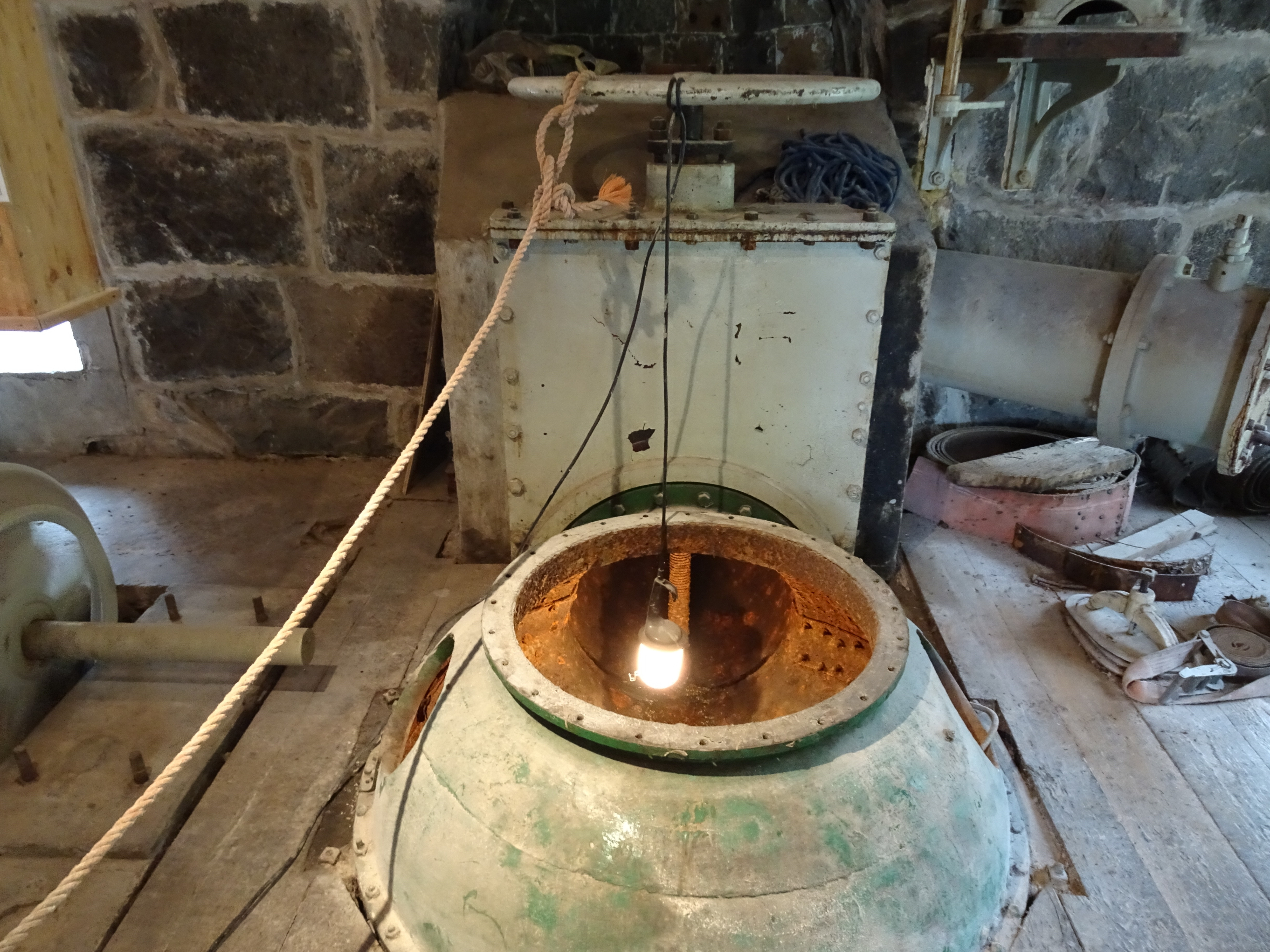
Vattenturbinen
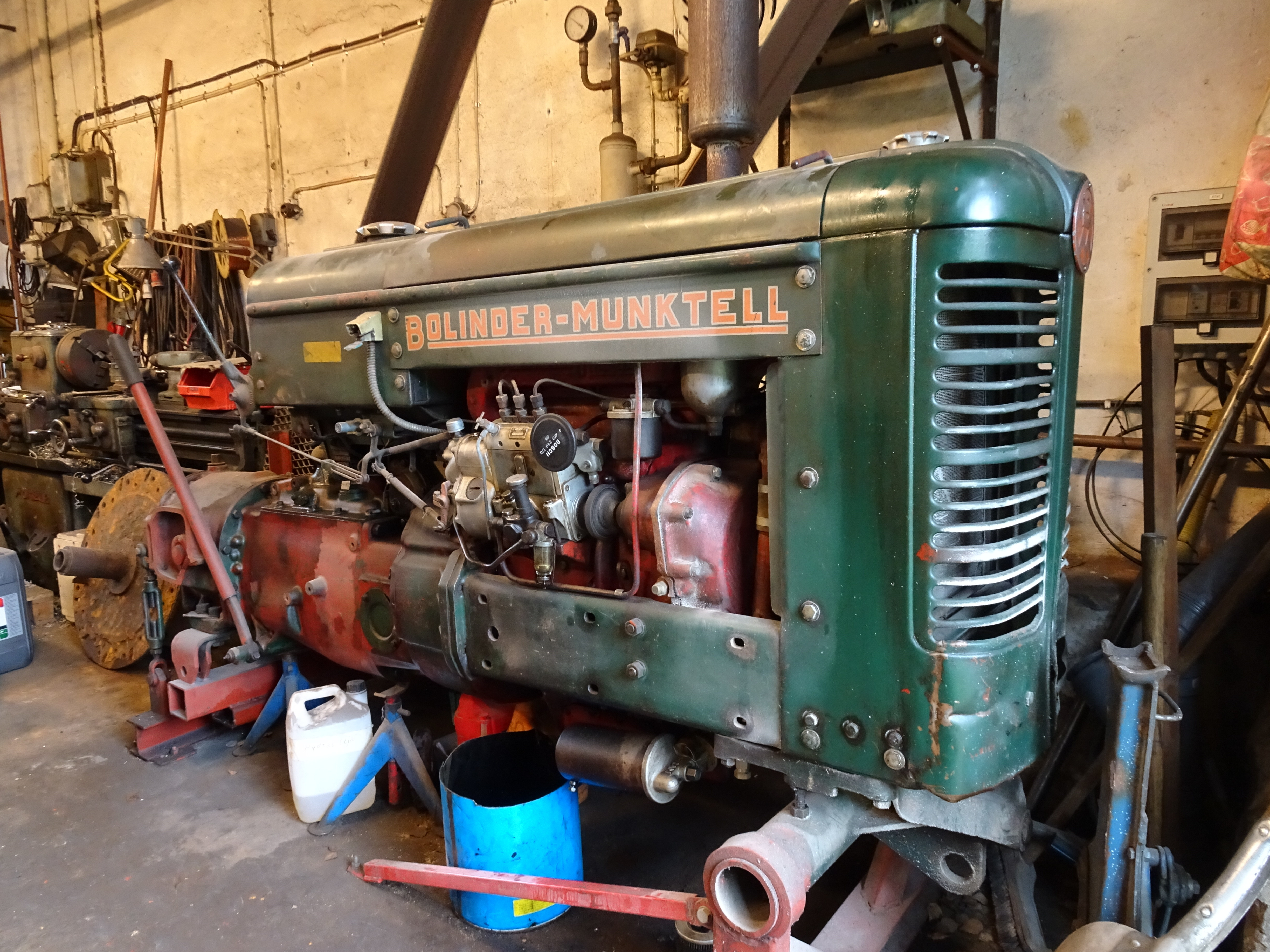
Traktordieseln
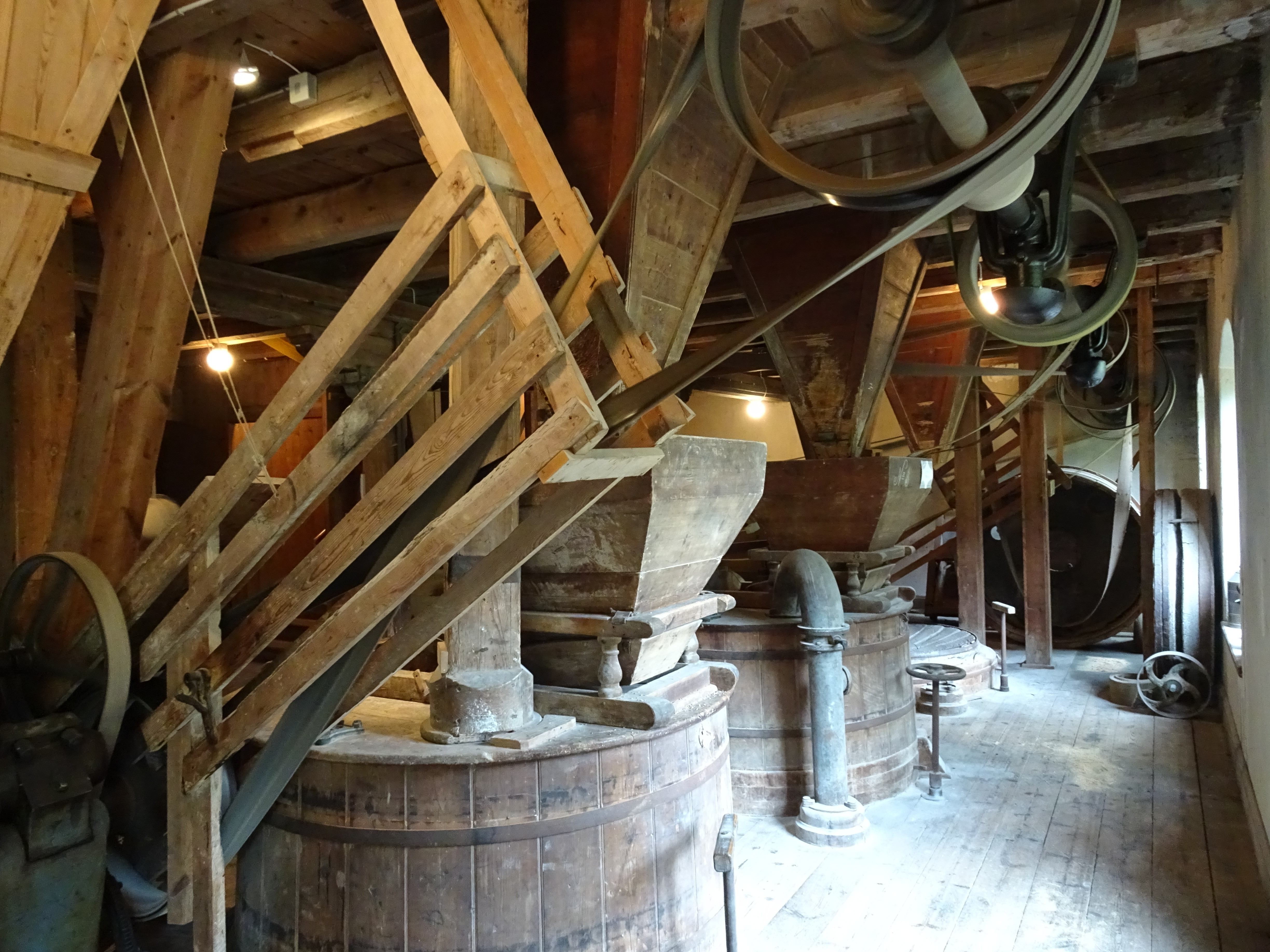
Kvarnen (mellanvåningen)
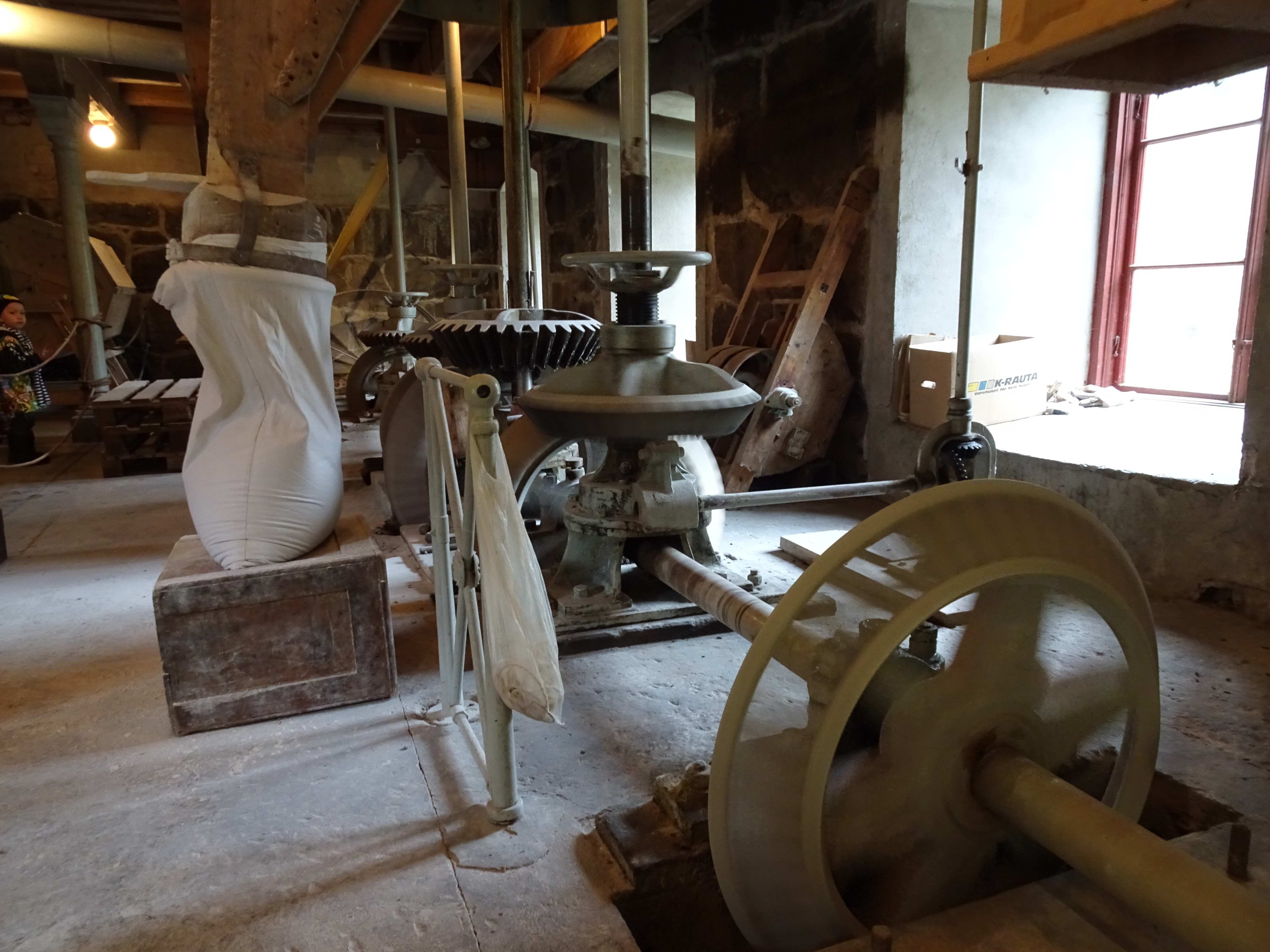
Kvarnen (nedersta våningen)
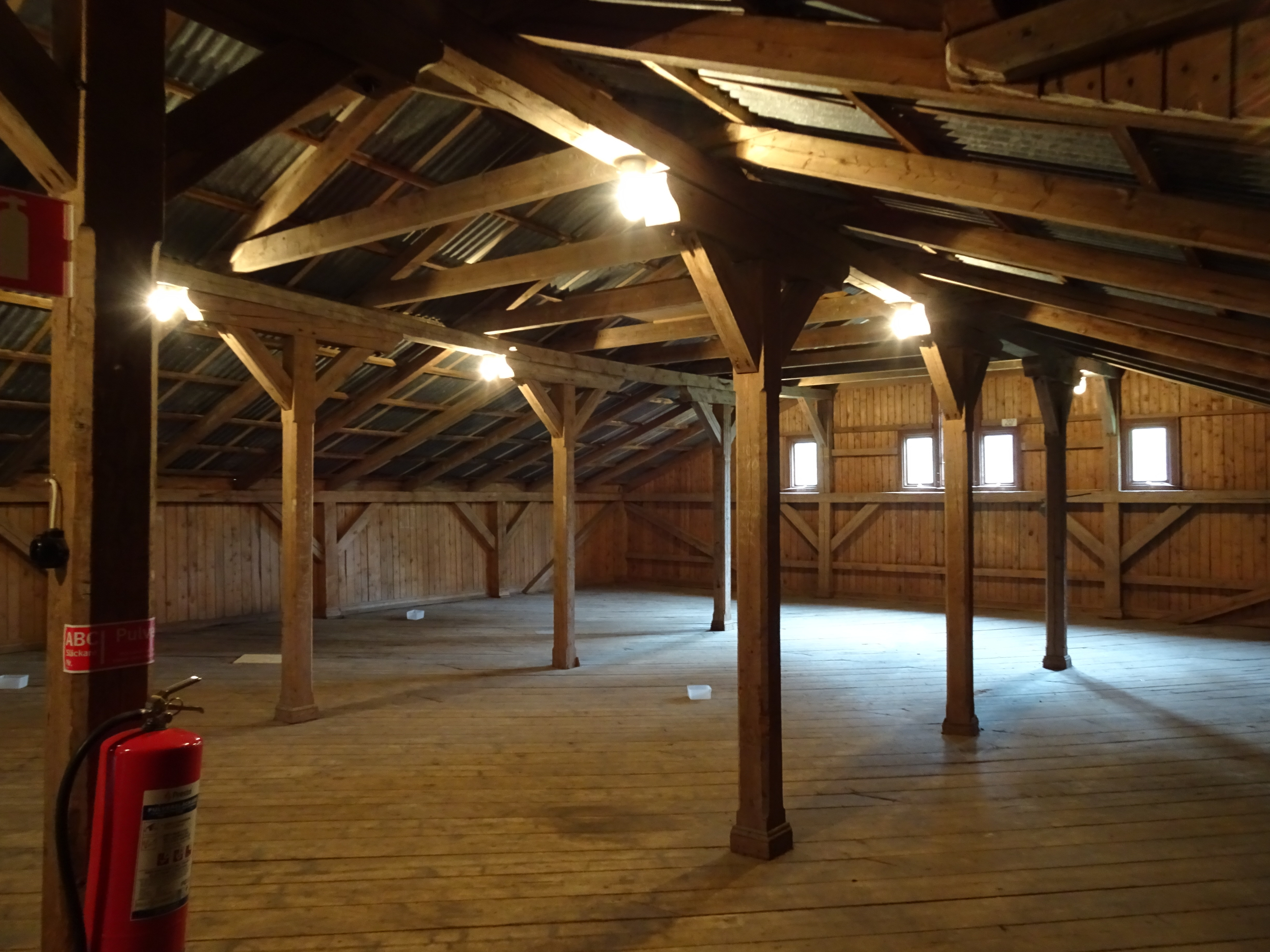
Sädesmagasinet